# 九天圣母庙
九天圣母庙位于中国山西省平顺县北社乡河东村的山顶，2001年被列为第五批全国重点文物保护单位。
九天圣母庙始建于唐。

## 历史
九天圣母庙内元元统二年（1334）重修碑记载，该庙创建于唐代。北宋初重建圣母殿，建中靖国元年（1101）重修整座庙宇。
明崇祯五年（1632）进行了建庙以来规模最大的一次维修。清代乃至民国年间亦多次修缮。

## 建筑
九天圣母庙坐北朝南，庙下为外院，自外院向山门，有53级汉白玉石阶，如天梯延伸，百姓称之为香道，气势颇为雄壮。石阶两侧，建大小石窑八孔，窑顶上是朱赤明廊，彩绘遍布，十分独特艳丽。这些石窑，都建于清代，曾经作为庙舍使用。
九天圣母庙占地1840平方米，只有一进院落。南北较短，东西较宽。前有山门戏楼，中为献亭，北为圣母殿。两则配以耳殿。现存建筑有山门、献殿、圣母殿及东西耳殿、角殿、梳妆楼、十帅殿、广生殿、阎君殿等，其中圣母殿（大殿）为宋代原构，献殿为元代形制，余为明清建筑。
九天圣母庙的山门兼戏楼创建于宋代，现存建筑为清代所建，面阔三间，进深四椽，单檐歇山顶。雀替上的木雕精湛，檐下铺作华丽，当心间的补间铺作出现罕见的龙形木雕。
献亭和圣母殿紧密衔接，五脊四阿庑殿顶。献亭中立柱、石碑林立。正殿圣母殿被献亭遮挡，不可见全貌，至檐下方见斗拱。圣母殿建于北宋建中靖国元年（1101），面阔三间，进深六椽，单檐歇山顶。屋顶举折平缓，出檐深远，翼角高昂。殿外檐铺作为五铺作单昂，昂为琴面插昂，是铺作插昂造的最早实例。华头子刻成两瓣。殿内空间高大，光线不足。
圣母殿东西院现存李靖王殿、三宫殿、阎君殿、十帅殿、关公殿、子孙殿及梳妆楼等建筑。

## 保护
2001年6月25日，九天圣母庙公布为第五批全国重点文物保护单位，编号5-238。